# Тёмный Соблазн
Тёмный Соблазн (англ. Dark Urge) — один из играбельных персонажей компьютерной ролевой игры Baldur’s Gate 3, разработанной студией Larian Studios по вселенной Forgotten Realms настольной игры Dungeons & Dragons. Персонаж впервые появляется в финале браузерной игры Blood in Baldur’s Gate, связанной с основной игрой. В отличие от других заранее созданных персонажей, при выборе Тёмного Соблазна игрок может настроить внешность, голос, пол и класс персонажа. По умолчанию Тёмный Соблазн представлен как чародей мужского пола расы белых драконорождённых, озвученный Нилом Робертсом.
Тёмный Соблазн — страдающий амнезией персонаж, испытывающий непреодолимое стремление к насилию и убийствам из-за своей природы отродья Баала (англ. Bhaalspawn) — существа, рождённого от крови Баала, бога убийств. По мере развития сюжета выясняется, что именно Тёмный Соблазн являлся организатором основных событий игры до предательства со стороны другого отродья Баала — Орин. При встрече с Орин игрок может выбрать между отказом от покровительства Баала или принятием его благословения, что определяет дальнейшую судьбу мира.
Игровые критики отметили, что выбор Тёмного Соблазна в качестве протагониста существенно меняет восприятие основного сюжета и добавляет ему дополнительную глубину. Ряд обозревателей считает данного персонажа «истинным» протагонистом игры из-за значительного объёма дополнительного контента, связанного с его сюжетной линией. В рецензиях также отмечался контраст между психологическим состоянием персонажа и остальными спутниками, создающий особый опыт отыгрыша роли. Некоторые обозреватели указывали на схожесть сюжетной линии с элементами жанра ужасов.

## История создания
Идея создания Тёмного Соблазна принадлежит ведущему разработчику Свену Винке, который планировал реализовать подобного персонажа ещё до начала работы над Baldur’s Gate 3. На ранних этапах разработки команда намеревалась ввести в игру «отродье Баала» — потомка бога убийств, что служило отсылкой к протагонисту предыдущих частей серии. Ведущий сценарист Ян ван Досселар создал несколько вариантов персонажа. Изначально планировалось сделать его спутником главного героя, борющимся с собственными разрушительными позывами. Однако главный сценарист Адам Смит счёл, что невозможность непосредственно прочувствовать внутреннюю борьбу персонажа снижает драматический эффект, после чего было принято решение сделать Тёмного Соблазна одним из играбельных персонажей с возможностью настройки внешности.
Разработчики ввели Тёмного Соблазна для расширения возможностей отыгрыша злого персонажа, изначально предполагая, что к концу игры такой протагонист останется в одиночестве. На создание некоторых элементов повлияло взаимодействие с другим персонажем игры, дроу Минтарой, для завоевания доверия которой требовалось совершать предосудительные поступки, что впоследствии ставило под сомнение мотивацию игрока после её спасения. Свен Винке отметил, что, несмотря на малое число игроков, выбирающих злой путь прохождения, включение такой возможности считалось оправданным. Разработчики отказались от первоначальной идеи сделать персонажа паладином по умолчанию, предоставив игрокам свободу выбора класса из-за сложностей с отыгрышем. Это решение было обусловлено несколькими факторами: во-первых, строгие моральные ограничения класса паладина создавали проблемные ситуации даже в начале игры — например, при встрече с тифлингами, держащими Лаэзель в клетке, паладин оказывался перед сложным выбором, где любое решение могло привести к нарушению клятвы. Во-вторых, сюжетная линия Тёмного Соблазна плохо сочеталась с принципами и обетами паладина, что создавало дополнительные противоречия в повествовании.
На протяжении периода раннего доступа информация о Тёмном Соблазне сохранялась в тайне. При первоначальном анонсе игры Свен Винке лишь намекнул на существование некоего значительного сюжетного элемента. После раскрытия персонажа Адам Смит подчеркнул, что Тёмный Соблазн не задумывался как вариант для «злого» прохождения игры. По его словам, данный персонаж имеет потенциал стать самым героическим в игре путём противостояния своим импульсам и проявления благоразумия, отметив: «Именно эти порывы могут дать вам возможность закрепить хорошую концовку».

### Сценарий
Первоначальные варианты сценария предполагали прямое взаимодействие Баала с игроком, включая убийство «спутника из сновидений» — персонажа, появлявшегося в ментальном пространстве протагониста, а также прямые требования к игроку. От этой идеи отказались по инициативе Смита, посчитавшего, что подобное решение создаёт чрезмерную нагрузку в дополнение к основным игровым механикам. По его оценке, концепция больше подходила для телевизионного формата, нежели для ролевой игры. В 2020 году, после выпуска игры в ранний доступ, новый сотрудник команды Бодлер «Бо» Уэлч предложил упростить концепцию, превратив персонажа в «одержимый пережиток прошлого». Уэлч полагал, что вместо дополнительной нагрузки на память игрока новыми именами и терминами следует сосредоточиться на передаче ощущения что «в моей голове звучит голос, заставляющий меня делать то, чего я не хочу». Винке, узнав об опыте матери Уэлча в написании сценария к фильму «Молчание ягнят», поручил им работу над диалогами персонажа.
При создании персонажа Уэлч разработал его как «тёмное отражение» основной сюжетной линии, стремясь проанализировать причины, побуждающие игроков к совершению злодеяний в видеоиграх. Сцены жестокости, связанные с действиями Соблазна, намеренно описывались абстрактно, чтобы избежать их романтизации или героизации в духе эстетики тяжёлого рока. Дополнительно был введён персонаж Скелеритас Гнус (англ. Sceleritas Fel), основанный на концепции ненадёжного рассказчика из романа «Заводной апельсин». Гнус предстаёт как гоблиноподобный слуга Соблазна, являющийся игроку по ночам в качестве фрагмента забытого прошлого и шутливо подталкивающий к совершению злодеяний. Как пояснял Уэлч: «игроки не станут играть за злого персонажа, если это не будет увлекательным — им нужна веская причина для такого выбора».
Изначально Уэлч планировал, что персонаж неизбежно поддастся влиянию Баала и своим тёмным побуждениям, однако в процессе разработки выяснилось, что игроки активно сопротивляются злым вариантам действий, стремясь к искуплению Тёмного Соблазна. Это открытие удивило Уэлча, в результате чего в финал игры была добавлена сцена, позволяющая полностью отвергнуть Баала. Несмотря на то, что Уэлч считал данное решение несколько наивным, Адам Смит высоко оценил эту концепцию, считая, что она представляет конфликт человека и божества в новом свете и демонстрирует преодоление персонажем «того, что не является твоей виной, что было вложено в тебя извне». Впоследствии Уэлч также признал ценность этой идеи, стремясь предоставить игрокам возможность как наслаждаться ролью антагониста, так и выбрать путь героя.

### Озвучка
Несмотря на возможность настройки персонажа, для озвучивания его базовой версии Уэлч выбрал Нила Робертса. Роберт записал реплики, ориентированные на класс «Плут», а также вступительный монолог Тёмного Соблазна. Положительная реакция аудитории и сравнение монолога с шекспировскими произведениями были отмечены актёром, который стремился сохранить внутренний конфликт персонажа и передать образ существа, не помнящего своего происхождения, но ощущающего необходимость борьбы с чем-то внутри себя. По словам Робертса, «это замешательство, почти как у ребёнка, не знающего, что делать. Мы и развивали образ в этом направлении».
Для озвучивания жажды крови персонажа также привлекли рассказчицу игры Амелию Тайлер. Осмысливая образ персонажа, Тайлер изобразила его как «дикое, первобытное, звериное существо, жаждущее разорвать мир своими зубами». Используя свои познания в области поведения животных, актриса характеризовала внутреннее стремление персонажа к убийству как поведение зверя, мечущегося в клетке в ожидании освобождения, — примитивную потребность «убивать, не понимая причин». При этом Тайлер стремилась создать не ощущение чужого голоса, а впечатление неприятной части личности самого игрового персонажа. Актриса отметила, что «редко удаётся получить роль, в которую можно так глубоко погрузиться», также упомянув, что её любимой репликой персонажа стал тёмный смешок после совершения жестокого убийства.

## Появления
Дебют персонажа состоялся в 2023 году в браузерной игре Blood in Baldur’s Gate. Игровой процесс был сосредоточен на расследовании убийств внутри города Врата Балдура. Финал игры раскрывает, что убийцей является Тёмный Соблазн, который в сопровождении Скелеритаса убивает персонажа игрока. После окончания игры разработчики представили детальную информацию о Тёмном Соблазне и его роли в Baldur’s Gate 3.
С момента выхода Baldur’s Gate 3 в августе 2023 года Тёмный Соблазн стал одним из доступных для выбора персонажей. История персонажа начинается с амнезии и неконтролируемых импульсов к насилию; позже выясняется, что Тёмный Соблазн является «отродьем Баала», созданным непосредственно этим божеством. До начала событий игры персонаж, заручившись поддержкой Энвера Горташа и Кетерика Торма, разработал план по установлению контроля над Старшим мозгом с целью использования головастиков иллитидов для захвата власти над миром и последующего уничтожения всего живого. План нарушает предательство другого порождения Баала — Орин, которая в стремлении получить благосклонность божества заражает Тёмного Соблазна головастиком. В процессе поиска способа избавления от паразита к персонажу является Скелеритас Гнус, дворецкий из его прошлого, побуждающий к совершению жестокостей.
В противостоянии с Орин при поражении Тёмного Соблазна происходит вмешательство Баала. В случае победы игрок может выбрать между принятием милости Баала с последующим захватом Старшего мозга или отказом божеству. Отвергнув Баала, персонаж погибает от его руки, но возрождается свободным от его влияния. Однако если Орин не была уничтожена, судьба Тёмного Соблазна предрешена: он неизбежно теряет рассудок и убивает тех, кого любил. При захвате Старшего мозга Тёмный Соблазн получает возможность осуществить изначальный план истребления всего живого, причём первой жертвой может стать романтический интерес персонажа, если таковой имеется.

## Критический прием
Касс Маршалл из Polygon сравнила игру за Тёмного Соблазна с независимым вариантом прохождения Fallout: New Vegas или с игрой за клан Малкавиан в Vampire: The Masquerade — Bloodlines, положительно отметив предоставляемую игроку свободу действий и обогащение сюжета альтернативной точкой зрения. По её мнению, хотя роль злодея или антигероя возможна и без выбора Тёмного Соблазна, «постоянная борьба с навязчивыми мыслями» и их последствия при неподготовленности добавляют повествованию глубины. Маршалл также отметила увлекательность прохождения разветвлённых сюжетных линий Baldur’s Gate 3 и то, как сообщество игроков представляло персонажа «очаровательным проказником» в контексте его внутренней борьбы. Мадлен Карпу из The Mary Sue поддержала сравнение с Малкавианами, подчеркнув, как существенно меняется восприятие игры из-за представленных игроку психических проблем, раскрывающих непостижимые аспекты личности персонажа.
Кэт Басселл в статье для TechRadar высоко оценила влияние Тёмного Соблазна на общую концепцию игры, подрывающее привычное ощущение контроля и свободы действий игрока. В качестве примера автор привела момент смерти барда и последующую необходимость решать проблему не только с телом, но и с обнаружением убийства спутниками. По словам Басселл, независимо от выбранного игроком варианта действий, «это тревожный опыт, сравнимый с лучшими образцами хоррор-игр», создающий у игрока постоянное опасение потери контроля. Отдельной похвалы удостоилось постоянное присутствие тёмных побуждений на протяжении игры — как через варианты диалогов, «варьирующиеся от мрачно-забавных до по-настоящему пугающих», так и через появления Скелеритаса Гнуса. В завершение автор отметила, что «осознание того, что лишь неудачный бросок кости отделяет от превращения в кровожадного серийного убийцу, создаёт особое ощущение ужаса», особенно уместное в сезон Хэллоуина.
Жасмин Гулд-Уилсон из GamesRadar+ высоко оценила глубину, которую привносит в сюжет игры выбор данного персонажа. По мнению автора, неразрывная связь персонажа с сюжетом усиливает ощущение «каноничности» протагониста: «Вы не просто очередной герой с червём в мозгу, а непосредственный участник длительного и опасного путешествия». Гулд-Уилсон также отметила уникальность ролевого опыта, где игрок может выступать в роли «маньяка-убийцы, окружённого верной группой друзей». Проводя параллель между ролью Уизерса в истории Тёмного Соблазна и хором в греческой трагедии, автор указала, что это, наряду с расширенными диалогами и взаимодействием с антагонистами, придаёт решениям персонажа «необъяснимый вес».